# Regensburger Kurfürstentag (1630)
Der Regensburger Kurfürstentag fand vom Juli bis November 1630 in Regensburg statt. Er bedeutete für Ferdinand II. eine deutliche Schwächung der kaiserlichen Machtstellung.

## Vorgeschichte
Nach dem Ende des Reichstages von 1613 fanden in den folgenden fast drei Jahrzehnten vor dem Hintergrund des Dreißigjährigen Krieges keine Reichstage mehr statt. Im Jahr 1623 rief der Kaiser den von ihm dominierten Regensburger Fürstentag ein. Reste ständischer Repräsentation fanden auch während des Krieges auf einigen Kreistagen der Reichskreise und den Kurfürstentagen von 1619, 1627, 1630, 1636 und 1640 statt.
Dem Kurfürstentag von 1630 vorangegangen war das Restitutionsedikt von Kaiser Ferdinand II. sowie der Abschluss des Friedens von Lübeck nach der Niederlage Dänemarks gegen Wallenstein. Der Kaiser befand sich also in einer günstigen Position, um seine Ziele durchzusetzen.

## Verlauf und Ergebnisse
Zum Kurfürstentag in Regensburg von 1630 hat als Reichserzkanzler der Kurfürst von Mainz Anselm Casimir Wambolt von Umstadt eingeladen. Eröffnet wurde die Versammlung am 3. Juli durch Kaiser Ferdinand II. Die katholischen Kurfürsten waren dabei persönlich anwesend, während Sachsen und Brandenburg sich durch Gesandte vertreten ließen.
Eine besondere Rolle spielte die französische Delegation. Obwohl sie durch den Berufsdiplomaten Charles Brûlart de Léon vertreten war, leitete der Père Joseph die französische Gesandtschaft. Hinter den Kulissen betrieb der Ordensbruder die Abberufung Wallensteins und schürte durch leidenschaftliche Propaganda bei den Fürsten und Diplomaten die Isolierung des Kaisers Ferdinand II. Anschließend beriet er den schwedischen König Gustav II. Adolf von Schweden bei seiner Intervention, womit er in die Rolle eines Kriegsministers rückte. Père Josephs Einfluss auf Richelieu ist zwar umstritten, doch er wirkte zweifellos auf die französische Haltung im Dreißigjährigen Krieg ein, die darin bestand, möglichst lange die Neutralität zu wahren, um nach der Erschöpfung Schwedens und der kaiserlichen Truppen direkt in den Konflikt einzugreifen.
Dem Kaiser ging es vor allem darum, die Wahl seines Sohnes Ferdinand zum römischen König sicherzustellen. Gleichzeitig benötigte er aber auch militärische Unterstützung des Reiches gegen die Generalstaaten sowie gegen Frankreich im Mantuanischen Erbfolgekrieg. Hinzu kam die Bedrohung durch Gustav II. Adolf von Schweden, der nur drei Tage nach der Eröffnung des Kurfürstentages in Pommern landete.
Insbesondere Kurfürst Maximilian von Bayern fürchtete das Anwachsen der kaiserlichen Macht und die Stärke des kaiserlichen Heeres unter Wallenstein. Infolgedessen stieß der Kaiser in Regensburg auf die Opposition selbst der katholischen Kurfürsten. Diese verlangten eine Verkleinerung der kaiserlichen Armee, die Verringerung der Kriegslasten und insbesondere die Entlassung von Wallenstein.
Der Kaiser musste den Forderungen weitgehend nachgeben, wollte er nicht seine politische Basis im Reich verlieren. Wallenstein wurde entlassen und Tilly bekam auch den Oberbefehl über die kaiserlichen Truppen. Das kaiserliche Heer wurde trotz der Bedrohung durch Schweden verkleinert. In der Auseinandersetzung um Mantua sah sich Ferdinand zu einem Frieden gezwungen, der von Frankreich alsbald wieder gebrochen wurde. Die Kurfürsten verweigerten die Wahl des kaiserlichen Sohnes zum König. Aus Sorge um die fürstliche Libertät wurde das Restitutionsedikt ausgesetzt.
Der Kaiser, der gerade noch auf dem Höhepunkt seiner Macht gestanden hatte, erlebte auf dem Kurfürstentag seine erste fast vollständige Niederlage gegenüber den Reichsständen.